# Dundee (Nowy Jork)
Dundee – wieś w Stanach Zjednoczonych, w stanie Nowy Jork, w hrabstwie Yates.